# Scars (альбом The Resistance)
Scars — дебютний повноформатний альбом шведського гурту The Resistance, виданий 10 травня 2013 року лейблом EarMusic. Запис основної частини матеріалу відбувся на початку 2013 року у Sound Studio (Гетеборг) під керівництво Роберто Лаггі, а вокальні партії було прописано у Sideshow Studio (Гетеборг). Мастеринг диску здійснено у Hammer Studios.
Обкладинкою релізу, фотографіями та буклетом займалася Мікаела Баркенше, що допомагала гурту і у оформленні попереднього релізу.
На одну з пісень альбому, а саме на «Clearing the Slate», було відзнято офіційний відеокліп.

## Список пісень
| #   | Назва                | Автор слів    | Автор музики | Тривалість |
| --- | -------------------- | ------------- | ------------ | ---------- |
| 1.  | «Clearing the Slate» | Аро, Баркенше | Стремблад    | 2:14       |
| 2.  | «Your Demise»        | Аро, Баркенше | Стремблад    | 3:21       |
| 3.  | «To the Death»       | Баркенше      | Стремблад    | 1:26       |
| 4.  | «Expand to Expire»   | Аро, Баркенше | Стремблад    | 3:04       |
| 5.  | «Imperfected»        | Аро           | Юнгстрем     | 3:50       |
| 6.  | «I Bend - You Break» | Аро, Баркенше | Стремблад    | 3:40       |
| 7.  | «The Serpent King»   | Аро           | Стремблад    | 3:15       |
| 8.  | «Eye for an Eye»     | Аро           | Стремблад    | 4:14       |
| 9.  | «My Madness»         | Аро, Беркенше | Стремблад    | 3:24       |
| 10. | «Warmonger»          | Аро, Беркенше | Стремблад    | 2:52       |
| 11. | «Scars»              | Аро           | Стремблад    | 3:29       |
| 12. | «(I Will) Die Alone» | Аро           | Стремблад    | 4:35       |

## Склад гурту
- Марко Аро — вокал
- Єспер Стремблад — гітара, бас-гітара
- Гленн Юнгстрем — гітара
- Крістофер Баркенше — ударні